# Nicola Sandersová
Nicola Sandersová (* 23. června 1982, High Wycombe) je bývalá britská atletka, halová mistryně Evropy (2007) a vicemistryně světa (2007) na hladké čtvrtce.
V začátcích své atletické kariéry se věnovala především čtvrtce s překážkami. V roce 1999 doběhla na prvním ročníku mistrovství světa do 17 let v Bydhošti ve finále na čtvrtém místě. V témž roce získala bronzovou medaili na juniorském mistrovství Evropy v lotyšské Rize.
V roce 2006 skončila na evropském šampionátu v Göteborgu v běhu na 400 m na šestém místě. O rok později na HME v Birminghamu vybojovala zlatou medaili v novém osobním rekordu 50,02. Na mistrovství světa 2007 v Ósace ve finále doběhla v osobním rekordu 49,65 a získala stříbrnou medaili. Nestačila jen na reprezentační kolegyni Christine Ohuruoguovou, se kterou pak získala ve štafetě na 4 × 400 m bronz. K zisku bronzové medaile pomohly i Marilyn Okorová a Lee McConnellová.
Na letních olympijských hrách v Pekingu 2008 a na mistrovství světa v atletice 2009 v Berlíně skončila její cesta v semifinálových bězích. V obou případech vždy obsadila v semifinále deváté místo, první nepostupující. V roce 2010 vybojovala na mistrovství Evropy v Barceloně bronzovou medaili ve štafetě na 4 × 400 metrů.

## Osobní rekordy
- 400 m (hala) – 50,02 s – 3. března 2007, Birmingham
- 400 m (dráha) – 49,65 s – 29. srpna 2007, Ósaka
- 400 m př. – 55,32 s – 23. března 2006, Melbourne